# John xứ Gaunt
John xứ Gaunt, Công tước xứ Lancaster (6 tháng 3 năm 1340 – 3 tháng 2 năm 1399) là một vương tử, chỉ huy quân sự, và nhà chính trị người Anh dưới triều đại nhà Plantegenet. Ông là con trai thứ ba của vua nước Anh Edward III. Nhờ vào xuất thân vương gia, các cuộc hôn nhân lợi ích và sự hào phóng với nông dân trong lãnh địa của mình, công tước John đã trở thành một trong những giàu có nhất trong thời của ông, và có tầm ảnh hưởng đáng kể trong thời trị vị của cả vua cha Edward và cháu của ông, Richard II. Khi được phong là Công tước xứ Lancaster, ông là người sáng lập ra nhà Lancaster, sau này sẽ thừa kế ngai vang nước Anh trong gần 70 năm. Nơi ông sinh ra có tên là Ghent, được gọi trong tiếng Anh là Gaunt, về sau được đặt cho tên ông.
John khởi đầu sự nghiệp trên đất Pháp và Tây Ban Nha, để chiến đấu cho nước Anh trong chiến tranh Trăm Năm. Ông từng một lần tự xưng vua xứ Castilla nhằm soán đoạt ngai vàng xứ Castilla thông qua người vợ thứ hai của ông nhưng bất thành. Khi anh trai ông là Edward Vương Tử Đen_người thừa kế của vua cha Edward III lâm bệnh nặng đến nỗi không đủ sức kế vị, ông nhanh chóng kiểm soát quyền hành trong triều và trở thành một trong những chính trị gia quyền lực nhất nước Anh. Nhưng ông phải đối mặt với nhiều khó khăn quân sự tại nước ngoài lẫn sự chia rẽ chính trị trong nước, và gặp khó khăn trong việc tìm cách dung hòa mối quan hệ với quốc hội và với triều đình, khiến cho ông trở thành cái gai trong mắt nhiều người vào thời điểm đó.
Đến thời vua Richard II, John tiếp tục thực thi tầm ảnh hưởng to lớn lên triều đình trong suốt khoảng thời gian khủng hoảng chính trị, đặc biệt là sau cuộc khởi nông dân năm 1381. Sau đó, ông tiếp tục làm người hòa giải giữa vua Richard II và các quý tộc chống đối vị quân vương trẻ, dẫn đầu bởi chính con trai ông, Henry xứ Bolingbroke (vua Henry IV sau này). Sau khi ông chết, vua Richard II tiến hành tước bỏ hết lãnh địa và tước vị của ông, khiến cho con trai ông là Henry không còn tài sản và tiềm lực chính trị để khuynh đảo triều chính như ông đã từng. Điều này lại khiến Henry tức giận, đứng lên nổi dậy thất bại và bị lưu đày. Tuy nhiên, Henry trốn thoát ngay sau đó nhờ các đồng minh thuộc giới quý tộc khắp nước Anh, lật đổ thành công ngai vàng của Richard và trở thành vua Anh Henry IV (1399 - 1413), bắt đầu thời kỳ cai trị nước Anh của nhà Lancaster.
John xứ Gaunt được xem như tổ tiên của tất cả các quân vương nước Anh sau triều đại của con trai ông Henry IV. Các hậu duệ nam trực hệ của ông, nhà Lancaster, trị vì nước Anh từ năm 1399 đến tận khi kết thúc chiến tranh Hoa Hồng. Ngoài ra, ông còn là cha của 5 người con ngoài giá thú, trong đó con gái ông Joan Beaufort, nữ bá tước xứ Westmoreland, là tổ tiên của các vua Anh thuộc nhà York gồm vua Edward IV, Edward V, và Richard III. Đồng thời, ông cũng là tổ tiên của vua Henry VII và tất cả các vị vua sau đó.

## Cuộc đời
John là con trai thứ ba trong số 5 người con trai của vua Anh Edward III. Năm 1359, John kết hôn với người vợ đầu Blanche của Lancaster, cũng là em họ của ông vì họ cùng là hậu duệ đời thứ năm của vua Henry III, tại tu viện Reading. Hôn lễ này giúp John giàu có sau khi cha vợ ông là Henry xứ Grosmont, công tước Lancaster qua đời năm 1361 nhờ được thừa kế một nửa lãnh địa cùng với tước vị bá tước Lancaster. Từ đó, John trở thành lãnh chúa lớn nhất miền bắc nước Anh. Ông cũng là nam tước xứ Halton (thứ 14) và bá tước Bowland (thứ 11). Một năm sau (tháng 4 năm 1362), John tiếp tục thừa kế tất cả gia sản nhà Lancaster, sau khi chị vợ ông là Maud, nữ công tước xứ Leicester (kết hôn với William V, bá tước xứ Hainaut), qua đời mà không có con nối dõi.
Đến tháng 11 cùng năm, John được vua cha Edward III phong là công tước Lancaster. Lúc này, ông đã sở hữu ít nhất 30 lâu đài và lãnh địa khắp cả Anh và Pháp, thậm chí tương đương quy mô một vương quốc. Lãnh địa của ông nằm ở hầu hết các hạt ở Anh, mang lại nguồn thu hàng năm khoảng 8.000-10.000 bảng.
Năm 1376, Edward xứ Woodstock (hay Hoàng Tử Đen), anh trai của công tước John và là người kế vị ngai vàng nước Anh, qua đời. Công tước Lancaster cố gắng bảo vệ nhà cải cách tôn giáo John Wycliffe, nhiều khả năng để gắn kết lợi ích với quyền lực của nhà thờ. Tuy nhiên, vị thế chính trị của công tước John bị đe dọa bởi sự phận nỗ của quần chúng đối với sự giàu có của ông. Khi đó, quân đội Anh đang sa lầy trong chiến tranh Trăm Năm trên đất Pháp buộc vua Edward III phải tăng thuế, gây sự phẫn nộ khắp đất nước. Năm 1370, triều đình Anh suy tàn, và nhiều quan điểm chính trị buộc tội công tước Lancaster gây ra điều này, vì ông không có bất kỳ một đóng góp quân sự nào như vua cha Edward đạt được, ngoại trừ trận đánh tại Najera, nơi quân Anh do ông chỉ huy thất bại thảm hại.
Tuy nhiên, nguyên nhân còn nằm ở sự sủng ái của vua Edward dành cho người tình là hoàng phi Alice Perrers, khi vua Anh liên tục dung túng cho người phụ nữ này lũng đoạn thị trường đất đai trong nước.
Năm 1377, vua Edward III băng hà, và người cháu nội 10 tuổi Richard lên ngôi, tức vua Richard II. Công tước Lancaster tiếp tục trở thành người nắm thực quyền với vai trò nhiếp chính, nhưng ông đã đưa ra một số quyết định thiếu sáng suốt trong chính sách thuế, gián tiếp dẫn đến cuộc nổi dậy nông dân năm 1381 do một nông dân tiểu thương tên Thomas Baker lãnh đạo. Khi tiến công London, nhóm nông dân bất mãn này đã phá hủy dinh thự Savoy của chính John sở hữu. Thay vì hộ giá vua Richard trước cuộc bạo loạn như các cận thần khác, John lại lánh nạn đi nơi khác suốt thời gian này.
Năm 1386, công tước John rời nước Anh với tham vọng chiếm ngai vàng xứ Castilla, tự nhận jure uxoris thông qua cuộc hôn nhân năm 1371 với công chúa Constanza xứ Castilla, nhưng bất thành. Tháng 9 cùng năm, cháu nội đích tôn của ông chào đời, và đứa bé mai sau sẽ trở thành vua Henry V. Năm 1387, vua Richard đã đưa nước Anh thoát khỏi bờ vực nội chiến và lên nắm thực quyền khi John vắng mặt. Năm 1389, công tước John trở về nước Anh thuyết phục vua Richard và giới quý tộc hạ thấp các quy định để duy trì thời kỳ ổn định. Suốt những năm 1390, uy tín của John được phục hồi theo sự thịnh trị của đất nước.
Trong cuộc hôn nhân thứ 2, công tước John lại có nhân tình là Katherine Swynford, con gái của một hiệp sĩ, và có với nhau 4 người con. Năm 1394, Constance xứ Castile qua đời. Hai năm sau (tháng 1 năm 1396), người tình Katherine trở thành vợ thứ ba của công tước John và cả bốn người con này sau đó đều được thừa nhận lại con chính thức.
Ngày 3 tháng 2 năm 1399, công tước John qua đời tại lâu đài Leicester sau một thời gian lâm trọng bệnh. Người vợ thứ 3 Katherine đã bên cạnh trong những giây phút cuối đời.

## Gia đình

Phả hệ của John xứ Gaunt với người vợ đầu, Blanche của Lancaster, bắt đầu từ tổ tiên là vua Henry III